# Liste der Internationalen Meister (Verleihung 1966)

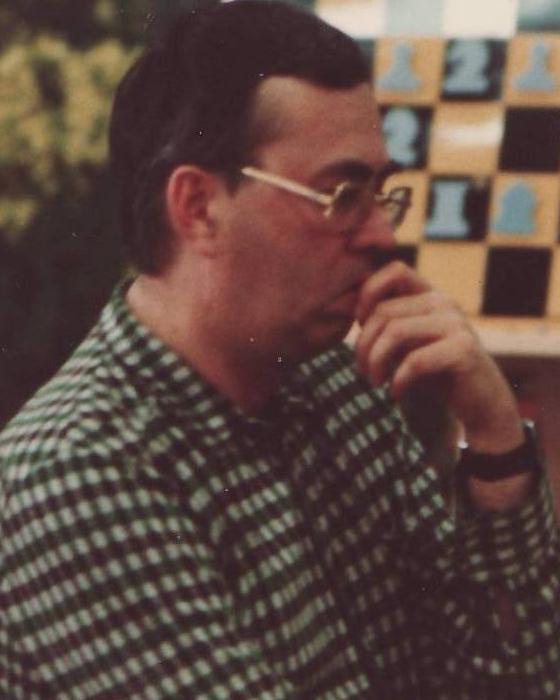
László Bárczay erreichte 1966 bei seiner einzigen Teilnahme an einer Schacholympiade 11 Punkte aus 12 Partien.

Die Liste der Internationalen Meister des Jahres 1966 führt alle Schachspieler auf, die im Jahr 1966 vom Weltschachbund FIDE den Titel Internationaler Meister erhalten haben.
Im Juni 2017 sind mit Heinz Liebert und Lchamsürengiin Mjagmarsüren noch zwei der damals acht geehrten Spieler am Leben. Zwei der acht Spieler erreichten später den Großmeistertitel.

## Legende
Die Tabelle enthält folgende Angaben:
- Name: Nennt den Namen des Spielers.
- Land: Nennt das Land, für das der Spieler 1966 spielberechtigt war.
- Lebensdaten: Nennt das Geburtsjahr und gegebenenfalls das Sterbejahr des Spielers.
- GM: Gibt für Spieler, die später zum Großmeister ernannt wurden, das Jahr der Verleihung an.
- weitere Verbände: Gibt für Spieler, die früher oder später für mindestens einen anderen Verband spielberechtigt waren, diese Verbände mit den Zeiträumen der Spielberechtigung (sofern bekannt) an. Verbandswechsel aufgrund der deutschen Wiedervereinigung sind nicht aufgeführt, sonstige Wechsel zu einem Nachfolgestaat sind berücksichtigt, sofern der Spieler zu diesem Zeitpunkt noch schachlich aktiv war.

## Liste
| Name                                | Land                            | Lebensdaten | GM   | weitere Verbände                                                    |
| ----------------------------------- | ------------------------------- | ----------- | ---- | ------------------------------------------------------------------- |
| László Bárczay                      | Ungarn                          | 1936–2016   | 1967 |                                                                     |
| Buchuti Gurgenidse                  | Sowjetunion                     | 1933–2008   | 1970 | Georgien (ab 1992)                                                  |
| Heinz Liebert                       | Deutsche Demokratische Republik | 1936        |      |                                                                     |
| Zvonimir Meštrović                  | Jugoslawien                     | 1944–2016   |      | Bosnien und Herzegowina (1992–1994, ab 2013), Slowenien (1995–2013) |
| Lchamsürengiin Mjagmarsüren         | Mongolei                        | 1938        |      |                                                                     |
| Ortvin Sarapu                       | Neuseeland                      | 1924–1999   |      | Estland (bis 1940)                                                  |
| Wladimir Dmitrijewitsch Sergijewski | Sowjetunion                     | 1936–1996   |      | Russland (ab 1992)                                                  |
| Stefano Tatai                       | Italien                         | 1938–2017   |      |                                                                     |